# Costache Negri
Costache Negri (n. 1812, Iași, Moldova – d. 1876, Târgu Ocna, România) a fost un scriitor, om politic și patriot român.

## Începuturile
Costache Negri s-a născut într-o familie de boieri înstăriți; tatăl - Petrache Negre, agă iar mama - Smaranda (născută Donici), fiica lui Miron Donici, pârcălab de Soroca, bunicul, după mamă, al lui Alecu Russo. A mai avut încă 5 surori: Catinca, Elena, Maria (Evghenia, după intrarea în cinul monahal) și Zulnia, surori după tatăl Petrache și Ecaterina-Cocuța, rezultată din căsătoria mamei sale cu Costache Conachi. Judecând după descrierea făcută de Radu Rosetti, Costache Negri „era unul din bărbații cei mai frumoși ai țării. De o statură de urieș, avea corpul unui Hercule și un cap de o rară și bărbătească frumuseță. Părul îi era negru, bogat și ondulat, fruntea puternică, ochi mari, negri, luminoși, vii, dar de nespusă blândeță, cu o expresiune de mare bunătate, sprâncene negre, lungi și bine hrănite, un nas puțin încovoiat și o gură frumoasă cu buze rumene și pline: purta barba întreagă, lungă și lată. Înfățoșarea lui era impunătoare, dar te simțeai atras spre el prin impresiunea de blândeță și de bunătate ce o făcea de la primul aspect”. Ca un corolar al unor astfel de calități fizice moștenite de la mama dar și de la tatăl său - el însuși bărbat chipeș și atrăgător - la care se adăuga o educație aleasă primită încă din copilărie, Costache Negri se va dezvolta și se va impune în societatea din vremea lui ca un om înzestrat cu o mare prestanță personală și cu un caracter de o rară conduită morală. Toate acestea vor constitui premisele unei vieți în care el, conștient, pe deasupra, de ascendența sa, va căuta totdeauna, și în mod deliberat, să sporească prin fapte ceea ce natura îi oferise cu atâta dărnicie prin naștere. Familia Negre era descendentă din Mavrodi Apostol ușierul, stabilit în Moldova pe timpul lui Vasile Lupu. Referitor la originea grecească a familiei Negri (pe care, de altfel, Pericle Martinescu o contestă!) și Constantin Gane ne aduce la cunoștință „din punct de vedere genealogic un fapt, nu nou, dar îndeobște puțin cunoscut, …., anume acel al descendenții în linie bărbătească directă a marelui patriot român Costachi Negri, din Apostol Mavrodi, ușierul din secolul al XVII-lea, familiile astăzi curat românești ale neamurilor Mavrodin, Apostol și Negri fiind toate din una și aceeași origine…grecească (Nomenclatura onomastica e și mai bogată, numele de Mavros și derivatele sale constituind de fapt poreclă. Mavros însemnând „negru”, Mavrodi sau Mavrudi (cu accentul tonic pe-ultima silaba) înseamnă „Cel negru”, „oacheșul”)! Drept dovadă de puterea de asimilare a neamului nostru”. A copilărit la Iași, unde locuia în „casele Luca” rămase de la străbunici, iar vara pe la moșiile părintești din Moldova de jos, și cu deosebire la Mânjina (devenită ulterior Costache Negri), de care se atașase cel mai mult (și pe care a moștenit-o la moartea tatălui său în 1823, de ciumă). Copilăria lui s-a desfășurat în deceniul imediat premergător Răscoalei de la 1821, deci într-o perioadă când numeroase idei de natură să pregătească spiritele în sensul unor transformări radicale, pătrunseseră și în Țările Române, unde elemente mai luminate ale boierimii luau contact cu ele pe diverse căi, încercând să se adapteze curentului înnoitor al epocii. Într-o vreme când instrucția intelectuală a fetelor, chiar în familiile boierești, se limita la simpla alfabetizare, cele patru fiice ale lui Petrache Negre învățaseră, fiecare la timpul ei, să scrie și să citească nu numai în limba română, dar și în cea franceză, cu ajutorul unui preceptor francez, angajat anume în familia Negre; în schimb, fetele n-au fost puse să studieze greaca, pe care o cunoșteau „la nivel minimal. Costache însă, ca băiat, a făcut și studii cu un „didascalos” grec, însușindu-și primele noțiuni de artă și literatură, de matematică, istorie și geografie, ce aveau să constituie fundamentul culturii lui generale de mai târziu. Astfel, educația școlară și-a început-o în casa părintească, tatăl său, Petrache Negre, a fost primul îndrumător, era un bun „geometru” și cunoștea și limba franceză. În cei doi ani petrecuți la Chișinău (1821-1823), a fost înscris la „pensionul pentru fiii de nobili“ de pe lângă Seminarul teologic. Își va continua studiile la curtea domnitorului Ioniță Sandu Sturdza, a cărui soție era mătușa mamei lui, unde înainte de 8 februarie 1824 îl are ca „maître de langues” pe Johann Baptist Gall. Din toamna anului 1827, începe să frecventeze pensionul din Iași, al dascălului Etienne Marius Mouton sau Victor Cuénin. La sfârșitul anului 1828, începutul anului următor, Costache Negri pleacă la Odesa, unde este înscris la pensionul lui Louis Repey. Aici Costache Negri adoptă pentru prima dată în mod convențional forma Negri (Negry), printr-o simplă adaptare la ortografia franceză a moldovenescului Negre. În anul 1832 pleacă la studii în străinătate, la Viena, la pensionul Furlani. În 1834, este trimis la studii în Franța, Italia și Germania, dar tânărul peregrinează prin Europa câțiva ani (1832– 1837). S-a întors în Moldova la sfârșitul anului 1841. În anul 1842, era Venerabilul unei loji masonice din Bârlad.

## Cariera politică

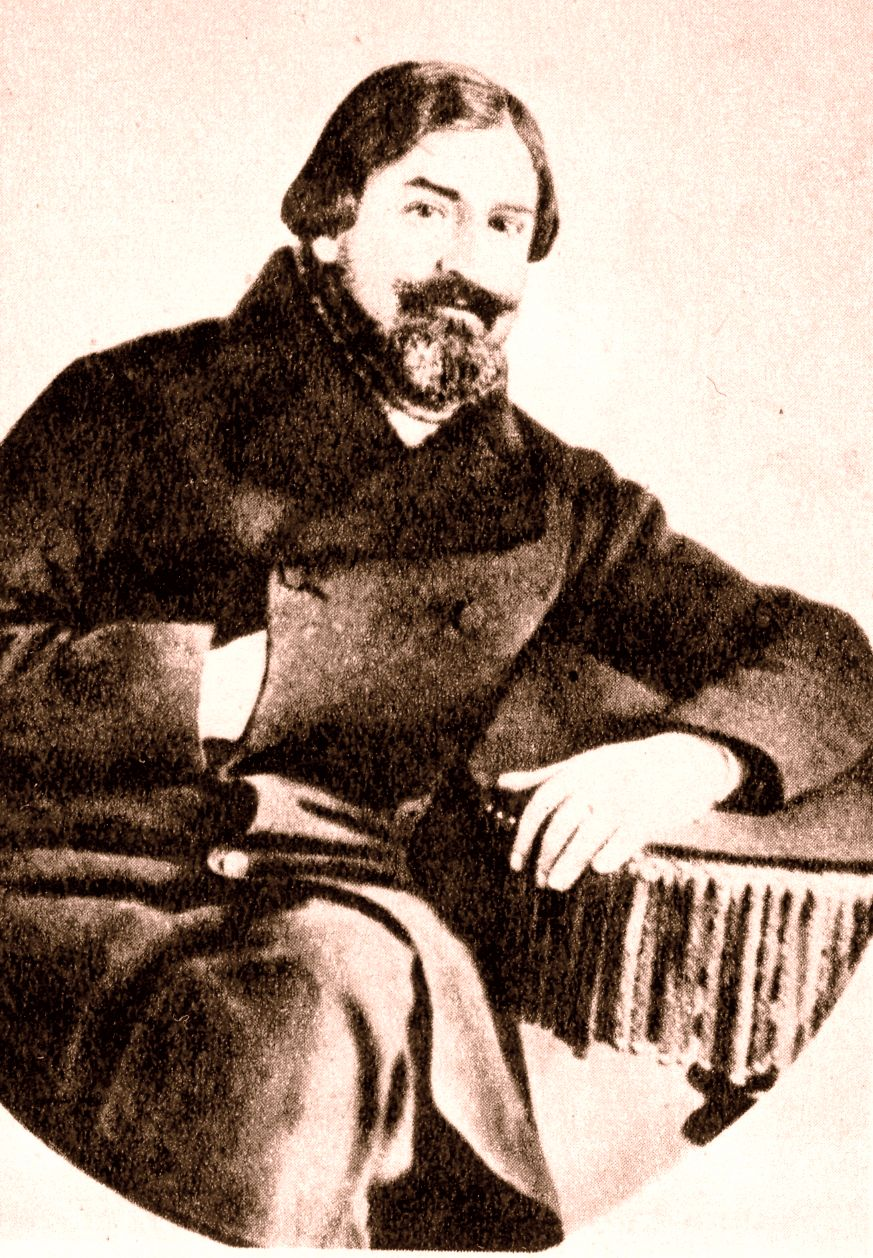

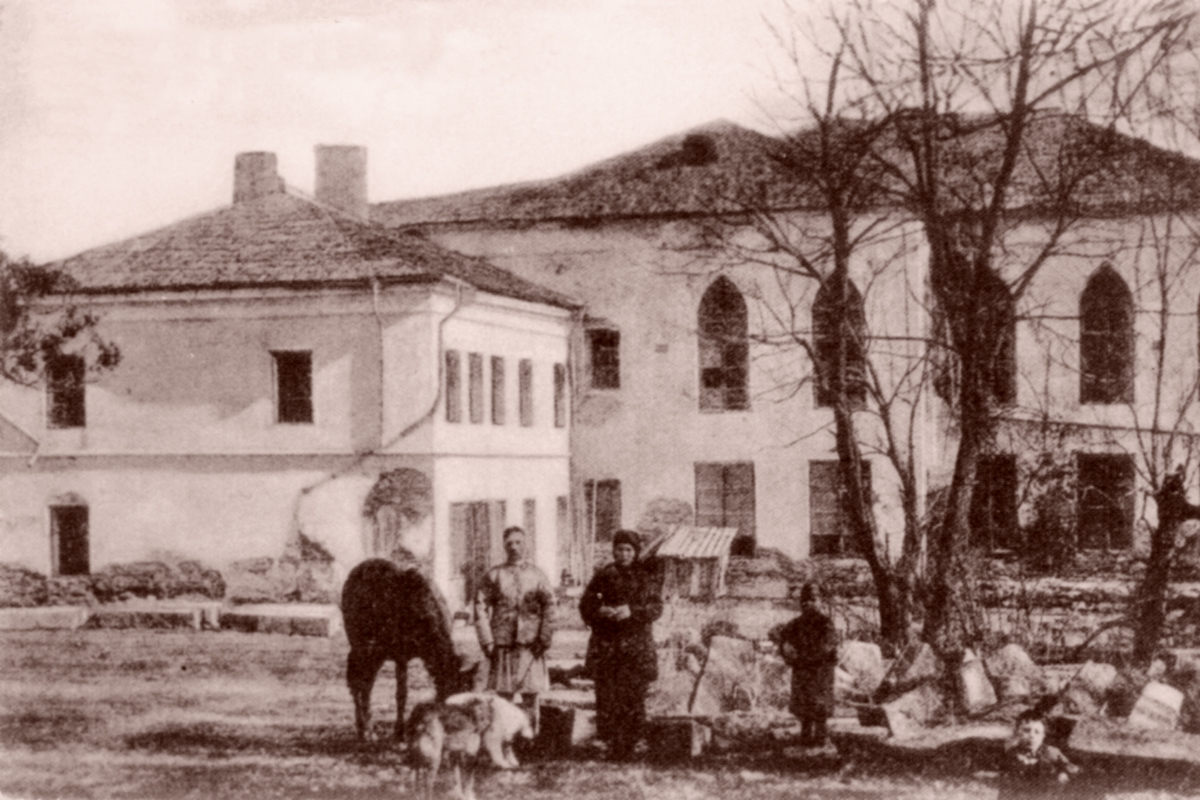
Fosta casă a lui Costache Negri din Târgu Ocna în 1900, cu un an înainte de se prăbuși la cutremur

Izbucnirea Revoluției de la 1848 l-a găsit pe Negri la Paris, unde s-a înscris ca voluntar în gărzile revoluționare și a prezentat guvernului francez noul tricolor românesc. În martie 1848 i s-a interzis să se întoarcă în Moldova, dar împreună cu un grup de exilați moldoveni a reușit să ajungă la Brașov. Acolo a luat parte la întocmirea declarației de principii din mai 1848 și a proclamației de demitere a domnitorului Mihail Sturdza. După aceea a trecut în Bucovina, unde a coordonat munca și propaganda comitetului revoluționar din Moldova, aflat în exil, Alexandru Ioan Cuza sprijinindu-l în eforturile sale. Înfrângerea revoluției în Țara Românească a spulberat iluziile moldovenilor în posibilitatea de face schimbări politice majore și în Moldova. Datorită unei epidemii de holeră, și a opoziției în creștere din partea autorităților habsburgice, întregul grup de revoluționari, între care și Negri, au fost obligați să părăsească Bucovina și să se întoarcă în Franța.
Alături de alți exilați români, în 1849 Costache Negri și-a dedicat eforturile cauzei unioniste, dar în curând a avut posibilitatea să se întoarcă în Moldova, unde fusese ales un nou domnitor, Grigore Alexandru Ghica, care l-a numit în diverse funcții judecătorești și administrative.
Ca om politic și patriot s-a remarcat mai cu seamă după 1851, când a ocupat prima funcție publică - pârcălab de Covurlui.
Odată cu internaționalizarea chestiunii românești, din 1855 Negri a început o carieră diplomatică, care a făcut din el cel mai de seamă diplomat român al următorului deceniu.
În 1855, a fost trimis ca delegat al domnitorului Grigore Alexandru Ghica la Constantinopol și la Viena pentru a susține Unirea Principatelor Române. În 1856 a făcut parte din Comitetul Unirii, la Iași, iar în 1857 a fost ales deputat și vicepreședinte al Adunării Ad-hoc, convocate prin hotărârea Congresului de Pace de la Paris din 1856.
În această vreme, lua mereu parte la adunările mișcării unioniste române, care a avut ca rezultat dubla alegere a domnitorului Cuza în 1859 și la unirea definitivă din 1861.
Însuși Negri a fost de mai multe ori îndemnat să candideze la tron, dar a refuzat de fiecare dată.
În 1859 a fost trimis la Constantinopol, ca reprezentant al țărilor unite pentru a obține recunoașterea stării de lucruri creată prin votul de la 24 ianuarie și deci a dobândi unirea definitivă.
Prieten bun cu Alexandru Ioan Cuza, a sprijinit toate acțiunile și reformele domnitorului Unirii. Prin misiunile pe care le-a avut peste hotare, Costache Negri poate fi socotit primul diplomat al Principatelor Române. Complotul care a dus la detronarea lui Cuza l-a determinat, ca și pe Vasile Alecsandri, să renunțe la viața politică. S-a retras la Târgu Ocna și și-a dedicat ultimii ani ai vieții pasiunilor sale de-o viață: numismatica și colecționarea de tablouri. De asemenea, a întreținut o bogată corespondență cu Vasile Alecsandri și Mihail Kogălniceanu.
Costache Negri decedat pe 28 septembrie 1876, iar Mormântul său se găsește la fosta mănăstire Răducanu din Târgu Ocna, construită de către Radu Racoviță în 1664.
Mihai Eminescu l-a definit pe Costache Negri ca fiind „unul din cei mai nobili bărbați ai românilor, care reprezintă nu numai cel mai curat patriotism și caracterul cel mai dezinteresat, dar și o capacitate extraordinară, căreia-i datorăm, în bună parte, toate actele mari săvârșite în istoria modernă a românilor”.
Pe casa lui Costache Negri, de la Galați se găsește o placă comemorativă cu următorul text: „În această casă a locuit Costache Negri, pârcălab de Galați, militant pentru ideile Revoluției de la 1848 și ale luptei pentru unire”.
În comuna Costache Negri din județul Galați, lângă consiliul local se găsește Casa Memorială „Costache Negri”. Aceasta a fost deschisă la 2 iunie 1968, chiar în casa revoluționarului moldovean, construită în stilul unei case țărănești de tip evoluat, cu două cerdace pe stâlpi de lemn.
În fața casei memoriale, la 19 mai 1973, a fost dezvelit bustul lui Costache Negri, realizat în piatră de Boris Leonovici.
În timpul vieții, Costache Negri a publicat puțin, prin reviste, astfel că și contribuția lui la patrimoniul literaturii române este destul de modestă. Ne-au rămas de la el câteva manuscrise interesante, care cuprind 3-4 scrieri în proză, mai ales amintiri din călătorie, câteva zeci de poezii și un număr apreciabil de scrisori, care n-au valoare literară, ci numai documentară. Proza, elaborată mai ales în anii studenției, cuprinde povestirea Sările venețiene (1839). Tot în această colecție se găsește și faimosul toast, rostit la Paris la 27 decembrie 1848, unde zice:
„În visurile mele înflorite se arată viitorul României. Suntem milioane de români răzlețiți. Ce ne lipsește ca să ajungem un neam tare? Unirea, numai unirea. Să trăiască unirea românilor!” Toate acestea au fost reunite într-un volum și publicate sub îngrijirea lui Emil Gârleanu în editura Minerva (Buc. 1909).

Bustul lui Costache Negri, amplasat în Parcul Trandafirilor din Suceava
Bustul lui Costache Negri din parcul orașului Vatra Dornei
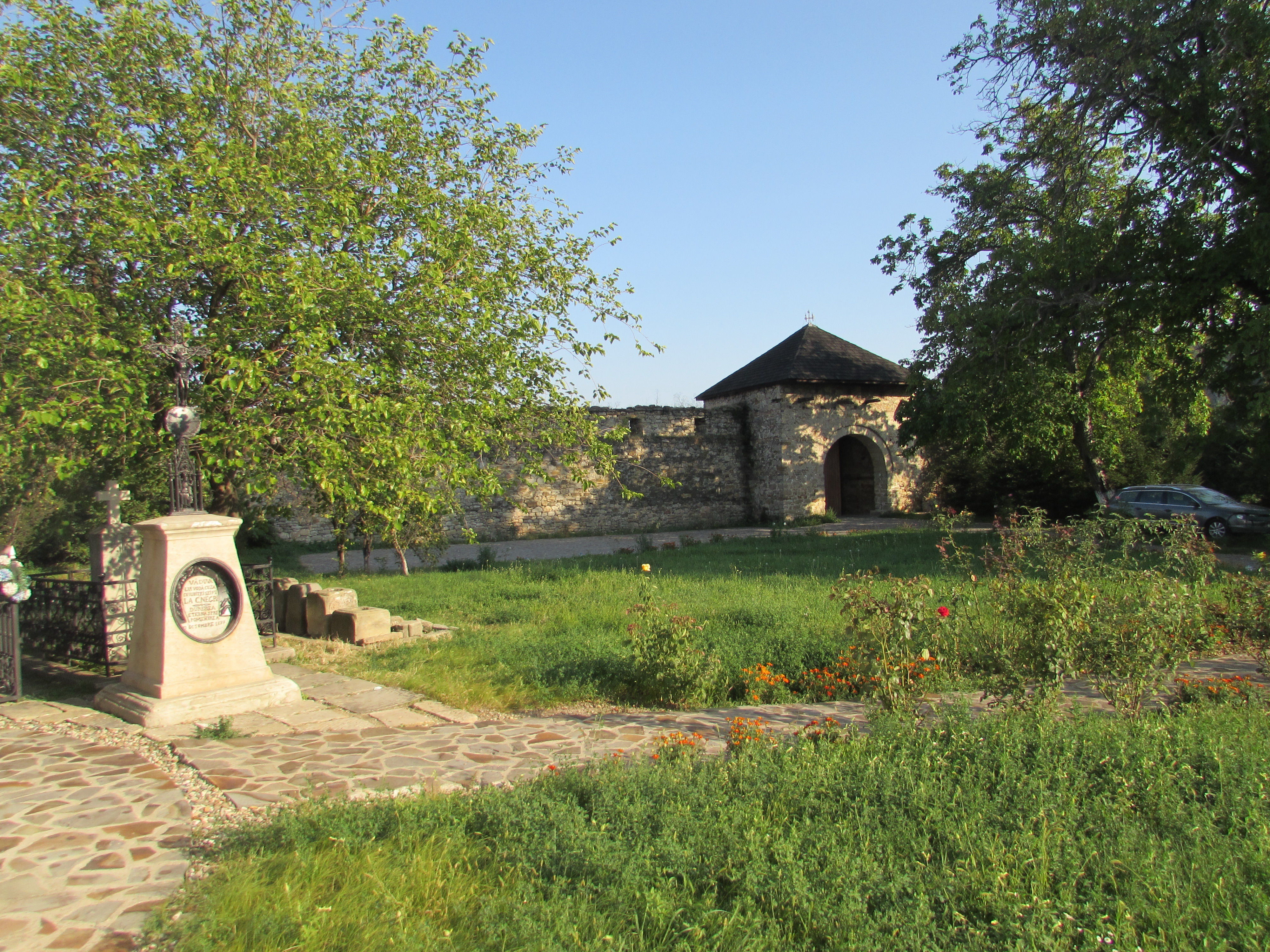
Mormântul lui Costache Negri lângă biserica fostei mănăstiri Răducanu din Târgu Ocna